# 中京都構想
中京都構想，是日本愛知縣的行政區劃改造構想。裁撤愛知縣，建立“ 中京都” ，促進與名古屋市的融合來強化權力，提高行政效率的計劃。
大都市將要求名古屋市在大城市權力下解散並重組為特別區。這個概念與東京過去和大阪提議的重組相似。

## 具體內容
合并爱知县与名古屋市，创立中京都。

## 另見
- 關於在大都市區建立特殊行政區的法律
- 道州制
- 岐阜愛知新首都構想

## 外部連結
- 大村秀章公式サイト（页面存档备份，存于）
  - 日本一愛知の会マニフェスト（页面存档备份，存于） (PDF)
  - 12/6出馬表明時資料（页面存档备份，存于） (PDF)